# Дьявольский аккорд (Доктор Кто)
«Дья́вольский акко́рд» (англ. The Devil's Chord) — второй эпизод 14-го сезона британского научно-фантастического телесериала «Доктор Кто». Автор сценария — шоураннер сериала Расселл Ти Дейвис, режиссёр эпизода — Бен Чесселл. Премьера эпизода состоялась одновременно с релизом первого эпизода сезона, «Космические малыши», 11 мая 2024 года на стриминговых сервисах BBC iPlayer и Disney+.

## Сюжет
В 1925 году преподаватель музыки показывает своему ученику «дьявольский аккорд», который призывает сущность по имени Маэстро. Учитель погибает, когда музыка внутри него оказывается поглощена Маэстро. Руби просит Доктора отвезти её в 1963 год, чтобы увидеть, как группа The Beatles записывает свой первый альбом в студии на Эбби-роуд. От Джона Леннона и Пола Маккартни путешественники узнают о том, что весь мир потерял музыкальный вкус. Руби играет на фортепиано, привлекая Маэстро. Сбежав, Доктор показывает Руби будущее без музыки, которое выглядит как ядерная зима. Маэстро находит их и говорит о том, что является ребёнком Игрушечника, но обладает силами, связанными с музыкой. Маэстро вмешивается в работу ТАРДИС, и Доктору приходится вернуться в 1963 год. Он и Руби пытаются найти аккорд, который может изгнать Маэстро. Леннон и Маккартни появляются рядом и успешно играют аккорд. Маэстро напоследок предвещает Доктору о приходе «того, кто ждёт». В мир возвращается музыка, и после триумфального музыкального номера Доктор и Руби отправляются в ТАРДИС.

## Производство

### Разработка
Название эпизода было объявлено в журнале «Doctor Who Magazine» в декабре 2023 года, раньше объявления названий остальных эпизодов в марте 2024 года. Сценарий эпизода написан Расселлом Ти Дейвисом. Дейвис отметил, что эпизод станет первым, в котором появится воюющий бог. В данном эпизоде Доктор произносит шутку о диегетической музыке. Дейвис заявил, что шутка не было хорошо воспринята производственной командой, которая предлагала вырезать фразу. Однако критики благоприятно оценили её.

### Актёры
Шути Гатва и Милли Гибсон выступили в главных ролях эпизода Пятнадцатого Доктора и его спутницы Руби Сандей. Роль главного злодея, бога Маэстро, исполнила Джинкс Монсун.
В эпизоде присутствуют вымышленные версии нескольких музыкантов, прежде всего The Beatles: Эд Уайт, Крис Мейсон, Джордж Кейпл и Джеймс Хойлс в ролях Пола Маккартни, Джона Леннона, Джорджа Харрисона и Ринго Старра. Также Эд Уайт сыграл Джорджа Генри Мартина, а Джози Седжвик-Дэвис — Силлу Блэк.
Сьюзан Твист сыграла женщину с чаем. Твист ранее появлялась в ролях разных персонажей, начиная с эпизода «Дикая синяя даль». В эпизоде есть ряд камео, включая Ширли Баллас и Джоханнеса Радебе, судью и танцора из танцевального шоу «Strictly Come Dancing». Бывший художник по костюмам сериала в 1978—1981 годах Джун Хадсон появилась в роли пожилой женщины, которую убивает Маэстро. До этого Хадсон появлялась в небольшой роли в спин-оффе сериала «Класс» 2016 года. Композитор Мюррей Голд также появляется на экране, играя на фортепиано в музыкальном номере.
Режиссёром эпизода стал Бен Чесселл. Съёмки проходили в мае 2023 года.

### Костюмы
В эпизоде Доктор и Руби носят одежду 1960-х годов. Костюм Доктора был вдохновлён изображениями The Rolling Stones. Художник по костюмам Пэм Даун создала три костюма для Маэстро, в виде клавишного инструмента, театральный костюм и костюм американского капельмейстера (последний является отсылкой на костюм Игрушечника из эпизода «Смешок»). Согласно Монсун, наряды вдохновлены «культовыми музыкантами»: театральный костюм отсылает к Адель, а костюм капельмейстера — к «Сержанту Пепперу» у The Beatles.

## Релиз и критика
| Агрегированные оценки            | Агрегированные оценки |
| Источник                         | Рейтинг               |
| -------------------------------- | --------------------- |
| Rotten Tomatoes (Tomatometer)    | 93 %                  |
| Rotten Tomatoes (средняя оценка) | 8,1/10                |
| Оценки критиков                  |                       |
| Источник                         | Рейтинг               |
| Empire                           | [ a ] [ 17 ]          |
| Evening Standard                 | [ a ] [ 18 ]          |
| i                                | [ 19 ]                |
| IGN                              | 9/10                  |
| Radio Times                      | [ 21 ]                |
| The Guardian                     | [ a ] [ 22 ]          |
| The Independent                  | [ a ] [ 23 ]          |
| The Telegraph                    | [ a ] [ 24 ]          |
| The Times                        | [ 25 ]                |
| Total Film                       | [ a ] [ 26 ]          |
| Vulture                          | [ 27 ]                |

### Релиз
Премьера предыдущего эпизода, «Космические малыши», и эпизода «Дьявольский аккорд» состоялась одновременно на стриминговых сервисах BBC iPlayer и Disney+ в полночь по британскому времени 11 мая 2024 года. На канале BBC One эпизод был показан вечером 11 мая, сразу после трансляции предыдущего эпизода. Эксклюзивный предварительный показ двух эпизодов для критиков прошёл 6 мая.

### Рейтинги
Рейтинги за вечер показали, что эпизод на канале BBC One посмотрело 2,4 млн зрителей. Луиз Гриффин из «Radio Times» списала низкие рейтинги на тот факт, что релиз на стриминговом сервисе BBC iPlayer состоялся на 20 часов раньше. Полный рейтинг за неделю, включающий в том числе просмотры на BBC iPlayer, составил 3,91 млн просмотров, что поставило эпизод на 12-е место среди всех выпусков недели на британском телевидении и 5-е место среди выпусков недели на BBC One (после эпизода «Космические малыши»), а вместе с эпизодом «Космические малыши» занял 8-е место среди уникальных программ на британском телевидении и 4-е место среди уникальных программ недели на BBC One.

### Критика
Согласно агрегатору рецензий Rotten Tomatoes, 93 % из 14 критиков дали эпизоду положительный отзыв со средней оценкой 8,1 из 10. Консенсус критиков на сайте гласит: «„Дьявольский аккорд“ получает небольшую помощь от знаменитых друзей и запоминающегося злодейского выступления Джинкс Монсун». На сайте Metacritic премьера сезона из двух эпизодов получила рейтинг 72 из 100, означая «в основном положительные отзывы».
Составляя обзор на два премьерных эпизода сезона, Уилл Салмон из «Total Film» дал им 4 звезды из 5, отметив что «Дьявольский аккорд» находится «на более твёрдой почве и явно больше понравится публике», а также что «Гатва и Гибсон великолепны, а Джинкс Монсун сверкает зловещей энергией».
Рецензия Хоай-Тран Буи из «Inverse» была более смешанной, хотя она назвала эпизод «интригующим браком между высококонцептуальной научной фантастикой и высокой экстравагантностью, который даёт многообещающий взгляд на то, как может выглядеть новая эра „Доктора Кто“».